# جسم مخطط
جسم مخطط (corpus striatum) یا استریاتوم یا نئواستریاتوم یکی از بخش زیرقشری مغز جلویی و از عقده‌های قاعده‌ای است.
در نخستی‌سانان (از جمله انسان)، یک نوار ماده سفید بنام کپسول داخلی جسم مخطط را به دو بخش پوسته Putamen و هسته دم‌دار caudate nucleus تقسیم می‌کند.
جسم مخطط ورودی‌ها را از قشر مغز دریافت می‌کند.
آکسون های خروجی جسم مخطط نورون های هسته ی VL و VA تالاموس را تحت تاثیر قرار می‌دهد. سپس نورون های تالاموسی به نوبه‌ی خود نورون های نواحی قشر مغز را برمی‌انگیزند.

جسم مخطط جزء مهمی از سیستم حرکتی و سیستم پاداش است.  ورودی‌های گلوتاماترژیک و دوپامینرژیک را از منابع مختلف دریافت می‌کند.  و به عنوان ورودی اولیه بقیه عقده‌های قاعده‌ای عمل می کند.